# Scomberomorus tritor
Pour les articles homonymes, voir Bonite, Maquereau et Thazard.
Espèce
Synonymes
- Apolectus immunis Bennett, 1831[2] [3] [4]
- Cybium tritor Cuvier, 1832[2] [3] [4]
- Scomberomorus argyreus Fowler, 1905[2] [3] [4]

Statut de conservation UICN

 LC  : Préoccupation mineure
Scomberomorus tritor, communément appelé Thazard blanc, Thazard atlantique ou Maquereau bonite, est un poisson de mer de la famille des Scombridae.

## Répartition
Scomberomorus tritor se rencontre dans les eaux orientales de l'océan Atlantique, des îles Canaries aux côtes du Sénégal, dans le Golfe de Guinée et au large de Baia dos Tigres en Angola. Il fréquente rarement les eaux dans le nord de la Mer Méditerranée, proche des côtes de la France et de l'Italie.
Il est présent de la surface jusqu'à une profondeur maximale de 40 m mais, le plus souvent, entre 20 et 25 m.

## Description
La taille maximale connue pour Scomberomorus tritor est de 100 cm et un poids maximal de 6 kg. Sa taille habituelle est d'environ 75 cm.

## Taxonomie
Cette espèce a été considérée par erreur par beaucoup d'auteurs comme un synonyme de Scomberomorus maculatus.